# Myrmicini
Myrmicini — триба мурашок підродини Myrmicinae. Об'єднує два сучасні та два вимерлі роди. Поширені в Голарктиці.

## Опис
Дрібні мурашки (довжина близько 4-5 мм). Найбільш генералізовані представники підродини Myrmicinae. Вусики робітників і самок з 11-12 члеників з 3-5-члениковою булавою (у самців вусики з 13 члеників).

## Класифікація
До 2015 року до триби відносили 8 морфологічно неспеціалізованих родів. Проте станом на 2010 рік за даними молекулярно-генетичних досліджень монофілію триби піддавали сумніву.
Велика ревізія підродини Myrmicinae, що її зробили Філіп Ворд та Шон Брейді 2015 року лишила в трибі лише два сучасні та два викопні роди:
- Manica Jurine, 1807 - 8 видів
- Myrmica Latreille, 1804
- †Plesiomyrmex Dlussky & Radchenko, 2009
- †Protomyrmica Dlussky & Radchenko, 2009

Колишні представники триби:
- Eutetramorium
- Huberia
- Hylomyrma
- † Nothomyrmica
- Pogonomyrmex
- Secostruma